# Virtueller SOP
Der Virtuelle Start Of Production (VSOP oder virtueller SOP) – ist ein komplexer ingenieurwissenschaftlicher Ansatz im Entwicklungsprozess von Fertigungsanlagen. Mit Start of Production wird in der Industrie der Beginn einer Serienproduktion bezeichnet.

## Ablauf
Der VSOP muss
- Produkt- und Produktion als eine Einheit sehen und beides gleichzeitig und vernetzt entwickeln.
- mit Produktentwicklung schon in den frühen Produktentstehungsphasen beginnen und dabei den „Reifegrad“ kontinuierlich steigern.
- alle Entwicklungsschritte über die Simulation des zukünftigen Produktionsprozesses absichern.

### Effekte
Am Ende des Entwicklungsprozesses des Produkts steht auch eine fertig entwickelte, d. h. vollständig abgesicherte Anlage. (Mechanische Funktionstüchtigkeit, überprüfte Steuerungstechnik und Nachweis der geplanten Ausbringung). Parallel zur Auskonstruktion von Vorrichtungen (Detailengineering) wird bereits die virtuelle Inbetriebnahme vorbereitet und durchgeführt, um am Rechner (Simulator) das Zusammenspiel von Mechanik und Steuerungstechnik zu optimieren. Dabei können mögliche Ablaufprobleme bereits frühzeitig erkannt und behoben werden, um damit die Inbetriebnahmezeiten der realen Anlage erheblich zu verkürzen.